# Ramstein-Miesenbach
Ramstein-Miesenbach è una città di 7.359 abitanti della Renania-Palatinato, in Germania.
Appartiene al circondario (Landkreis) di Kaiserslautern (targa KL) ed è parte della comunità amministrativa (Verbandsgemeinde) di Ramstein-Miesenbach.